# Fridrich Mariutin
Fridrich Michajłowicz Mariutin, ros. Фридрих Михайлович Марютин (ur. 7 października 1924 w Astrachaniu, zm. 10 września 2010 w Petersburgu) – rosyjski piłkarz, grający na pozycji napastnika, reprezentant ZSRR, olimpijczyk, trener piłkarski.

## Kariera piłkarska

### Kariera klubowa
Wychowanek klubu Zienit Podlipki. W 1944 roku rozpoczął karierę piłkarską w klubie Kalininiec Swierdłowsk. W 1946 został piłkarzem Zenitu Leningrad, w którym występował przez 11 lat. W 1957 roku przeniósł się do lokalnego rywala Awangardu Leningrad, który w 1958 zmienił nazwę na Admirałtiejec Leningrad i w tym roku piłkarz zakończył karierę piłkarską.

### Kariera reprezentacyjna
20 lipca 1952 zadebiutował w reprezentacji Związku Radzieckiego w zremisowanym 5:5 meczu z Jugosławią. W jej składzie uczestniczył w igrzyskach olimpijskich w Helsinkach w 1952 (drużyna radziecka odpadła w ⅛ finału).

## Kariera trenerska
Po zakończeniu kariery piłkarskiej rozpoczął pracę szkoleniową. Od 1959 do 1961 pomagał trenować Admirałtiejec Leningrad. W 1962 prowadził klub SKA Leningrad. W latach 1968–1969 pracował w klubie Zenit Leningrad. Również trenował takie zespoły amatorskie jak LOMO Leningrad (1972-1974, 1976-1981) oraz Komsomolec Leningrad (1966-1967, 1970-1971). W latach 1963–1965 oraz 1982-1987 pracował w Szkole Piłkarskiej Zenit Leningrad.
Zmarł 10 września 2010 w Petersburgu po dłuższej chorobie i został pochowany na tamtejszym Cmentarzu Smoleńskim.

## Sukcesy i odznaczenia

### Sukcesy klubowe
- mistrz Klasy B, turniej finałowy ZSRR: 1957

### Sukcesy reprezentacyjne
- uczestnik Igrzysk Olimpijskich: 1952

### Sukcesy indywidualne
- wybrany do listy 33 najlepszych piłkarzy ZSRR: Nr 1 (1952), Nr 2 (1950, 1951), Nr 3 (1948, 1949)

### Odznaczenia
- tytuł Mistrza Sportu ZSRR
- tytuł Zasłużonego Mistrza Sportu ZSRR: 1954